# Liuterio
Liuterio (Piemonte, ... – Novara, febbraio 895) è stato un vescovo italiano.

## Biografia
Liuterio nacque in data sconosciuta, in terra piemontese.
Fu eletto vescovo di Novara ad aprile dell'891 e rimase in carica nella propria sede fino alla sua morte, a febbraio dell'895.